# Robert Odongkara
Robert Odongkara (ur. 2 września 1989 w Kampali) – ugandyjski piłkarz występujący na pozycji bramkarza.
Robert Odongkara w dzieciństwie trenował siatkówkę. Do piłki nożnej przekonali go szkoleniowcy z Entebbe, gdzie chodził do szkoły średniej. W 2009 roku Odongkara z Villa SC zdobył Puchar Ugandy. W styczniu 2011 roku został graczem Saint-George SA, z którym pięć razy (w latach 2012, 2014, 2015, 2016 i 2017) wywalczył mistrzostwo Etiopii. W latach 2012–2016 był wybierany najlepszym bramkarzem tamtejszej ekstraklasy. W latach 2018–2019 grał w Adama City FC, a w latach 2019-2021 w Horoya AC. W 2022 przeszedł do Wolkite City FC.
W reprezentacji Ugandy gra od 2010 roku. Został powołany na Puchar Narodów Afryki 2017.